# Polygyridae
Polygyridae Pilsbry, 1895 è una famiglia di molluschi gasteropodi terrestri della superfamiglia Helicoidea.

## Tassonomia
La famiglia comprende le seguenti sottofamiglie, tribù e generi:
- Sottofamiglia Polygyrinae Pilsbry, 1895
  - Daedalochila H. Beck, 1837
  - Erectidens Pilsbry, 1953
  - Giffordius Pilsbry, 1930
  - Linisa Pilsbry, 1930
  - Lobosculum Pilsbry, 1930
  - Polygyra Say, 1818
  - Praticolella E. von Martens, 1892
  - Trifaux H.B. Baker, 1935
- Sottofamiglia Triodopsinae Pilsbry, 1940
  - Tribù Allogonini Emberton, 1995
    - Allogona Pilsbry, 1939
    - Cryptomastix Pilsbry, 1939
    - Trilobopsis Pilsbry, 1939

  - Tribù Ashmunellini G. Webb, 1954
    - Ashmunella Pilsbry & Cockerell, 1899

  - Tribù Mesodontini Tryon, 1866
    - Appalachina Pilsbry, 1940
    - Fumonelix Emberton, 1991
    - Inflectarius Pilsbry, 1940
    - Mesodon A. Férussac, 1821

  - Tribù Stenotrematini Emberton, 1995
    - Euchemotrema Archer, 1939
    - Stenotrema Rafinesque, 1819

  - Tribù Triodopisini Pilsbry, 1940
    - Neohelix Ihering, 1892
    - Triodopsis Rafinesque, 1819
    - Webbhelix Emberton, 1988
    - Xolotrema Rafinesque, 1819

  - Tribù Vespericolini Emberton, 1995
    - Hochbergellus B. Roth & W.B. Miller, 1992
    - Vespericola Pilsbry, 1939